# Mount Wharton
Mount Wharton är ett berg i Antarktis. Det ligger i Östantarktis. Australien gör anspråk på området. Toppen på Mount Wharton är 2 830 meter över havet.
Terrängen runt Mount Wharton är kuperad västerut, men österut är den bergig. Trakten är obefolkad. Det finns inga samhällen i närheten.